# V comme vengeance (film, 1982)
Pour les articles homonymes, voir V comme vengeance.
Pour plus de détails, voir Fiche technique et Distribution.
V comme vengeance (A Time to Die) est un film américain co-réalisé par Matt Cimber et Joe Tornatore et sorti en 1982.
Le film, tourné aux Pays-Bas, est adapté du roman Six Graves to Munich de Mario Puzo paru en 1967. C'est un des quelques films américains où participe le compositeur italien Ennio Morricone.

## Synopsis
Un vétéran de la Seconde Guerre mondiale entreprend en 1948 de venger la mort de sa femme aux mains des nazis. Ses cibles sont les quatre Allemands, un Sicilien et un Hongrois qui ont commis ces atrocités.

## Fiche technique
Sauf indication contraire, les informations mentionnées dans cette section peuvent être confirmées par la base de données cinématographiques IMDb,  présente dans la section « Liens externes ».
- Titre français : V comme vengeance[1]
- Titre original anglais : A Time to Die ou Seven Graves for Rogan ou Revenge[2]
- Réalisation : Matt Cimber et Joe Tornatore
- Scénario : John F. Goff, Matt Cimber, Willy Russell d'après le roman Six Graves to Munich de Mario Puzo paru en 1967
- Photographie : Thomas F. Denove, Eduard van der Enden
- Montage : Byron Brandt dit « Buzz », Edgar Burcksen, Fred A. Chulack
- Musique : Robert O. Ragland (en), Ennio Morricone
- Décors : Michael Stewart
- Costumes : Robert Bos
- Production : Charles Lee, Edward Albert, Mi Lee-su, Alexander Tabrizi, Jefferson Richard, Wim Lindner
- Société de production : Carnation International Pictures, Charles Lee Productions
- Pays de production :  États-Unis
- Langue originale : anglais américain
- Format : Couleur - Son mono - 35 mm
- Durée : 91 minutes (1 h 31)
- Genre : Film policier[1], film de guerre
- Dates de sortie :
  - Finlande : 26 mars 1982
  - États-Unis : juin 1983

## Distribution
- Edward Albert : Michael Rogan
- Rex Harrison : Van Osten
- Rod Taylor : Jack Bailey
- Raf Vallone : Genco Bari
- Rijk de Gooyer : Officier SS

## Production
Le film a été tourné en 1979 à Amsterdam et dans divers lieux des Pays-Bas.
Le producteur a fait écrire et tourner des scènes supplémentaires sans la participation du scénariste et du réalisateur d'origine.